# ISO 21482

Warnung vor gefährlichen radioaktiven Stoffen

In der Norm ISO 21482 wird ein von der Internationalen Atomenergieorganisation IAEO mitgestalteter Warnhinweis für gefährliche radioaktive Stoffe spezifiziert.
Das Symbol ist ein rotes Dreieck, das oben das Symbol für Radioaktivität zeigt, von dem Strahlen nach unten links und rechts ausgehen, unten links befindet sich ein Totenkopf und rechts ein laufender Mensch, der auf den Schildrand zuläuft und ein Pfeil nach rechts (nach außerhalb des Schildes). Die rote Hintergrundfarbe wurde gewählt, weil Kinder aussagten, dass Rot und nicht Gelb (wie beim bisherigen Warnschild) Gefahr ausdrückt. Außerdem hielten einige Kinder das bisherige Strahlenwarnzeichen für einen Propeller. Das Gallup-Institut ließ das neue Symbol von 1650 Personen bewerten und empfahl es dann.
Der neue Warnhinweis ersetzt nicht das bisherige Symbol, sondern ergänzt dieses. Das neue Warnschild soll anders als das bisherige Symbol auch Menschen, die Radioaktivität und ihr abstraktes Gefahrensymbol nicht kennen, die unmittelbare tödliche Gefahr klarmachen, in der sie sich befinden, und zur Flucht auffordern. Das neue Schild wurde entwickelt, nachdem es in Entwicklungsländern teilweise zu tödlichen Unfällen kam, weil Menschen starke radioaktive Strahler aus ihrer Abschirmung entnahmen (zum Beispiel der Goiânia-Unfall, Brasilien, 1987 oder Nuklearunfall von Samut Prakan, Thailand, 2000). Das neue Warnschild wird daher nicht wie das bisherige auf den abschirmenden Behältern angebracht, sondern direkt auf den gefährlichen radioaktiven Strahlern der höchsten Strahlungskategorien 1, 2 und 3. An schwachen Quellen wie den abschirmenden Behältern wird weiterhin nur das bisherige Symbol dargestellt, da sie keine unmittelbare Gefahr darstellen. Auch werden Räume, in denen sich radioaktive Stoffe oder Röntgengeräte befinden, weiterhin mit dem alten Symbol gekennzeichnet.
In Deutschland ist das Warnschild weder in eine nationale Norm übernommen, noch in die Unfallverhütungsvorschriften eingefügt worden. Es ist auch nicht im Entwurf der Neufassung der DIN 4844-2, die Warnschilder regelt, enthalten. In Österreich ist es in der ÖNORM ISO 21482 genormt.